# Major League Baseball 1876
1876 års säsong av Major League Baseball (MLB) var den första i MLB:s historia. MLB bestod under denna säsong av National League (NL), som bestod av åtta klubbar. Mästare blev Chicago White Stockings, som därmed tog sin första ligatitel.

## Tabell
| Klubb                     | M  | V  | F  | O | V%    | GB   | PF  | PM  |
| ------------------------- | -- | -- | -- | - | ----- | ---- | --- | --- |
| Chicago White Stockings   | 66 | 52 | 14 | 0 | 0,788 | –    | 624 | 257 |
| Hartford Dark Blues       | 69 | 47 | 21 | 1 | 0,691 | 6    | 429 | 261 |
| St. Louis Brown Stockings | 64 | 45 | 19 | 0 | 0,703 | 6    | 386 | 229 |
| Boston Red Caps           | 70 | 39 | 31 | 0 | 0,557 | 15   | 471 | 450 |
| Louisville Grays          | 69 | 30 | 36 | 3 | 0,455 | 22   | 280 | 344 |
| New York Mutuals          | 57 | 21 | 35 | 1 | 0,375 | 26   | 260 | 412 |
| Philadelphia Athletics    | 60 | 14 | 45 | 1 | 0,237 | 34,5 | 378 | 534 |
| Cincinnati Reds           | 65 | 9  | 56 | 0 | 0,138 | 42,5 | 238 | 579 |

Not: Före 1883 avgjordes klubbarnas placeringar i National League av antalet vinster, inte av vinstprocenten.

## Statistik

### Slagmän

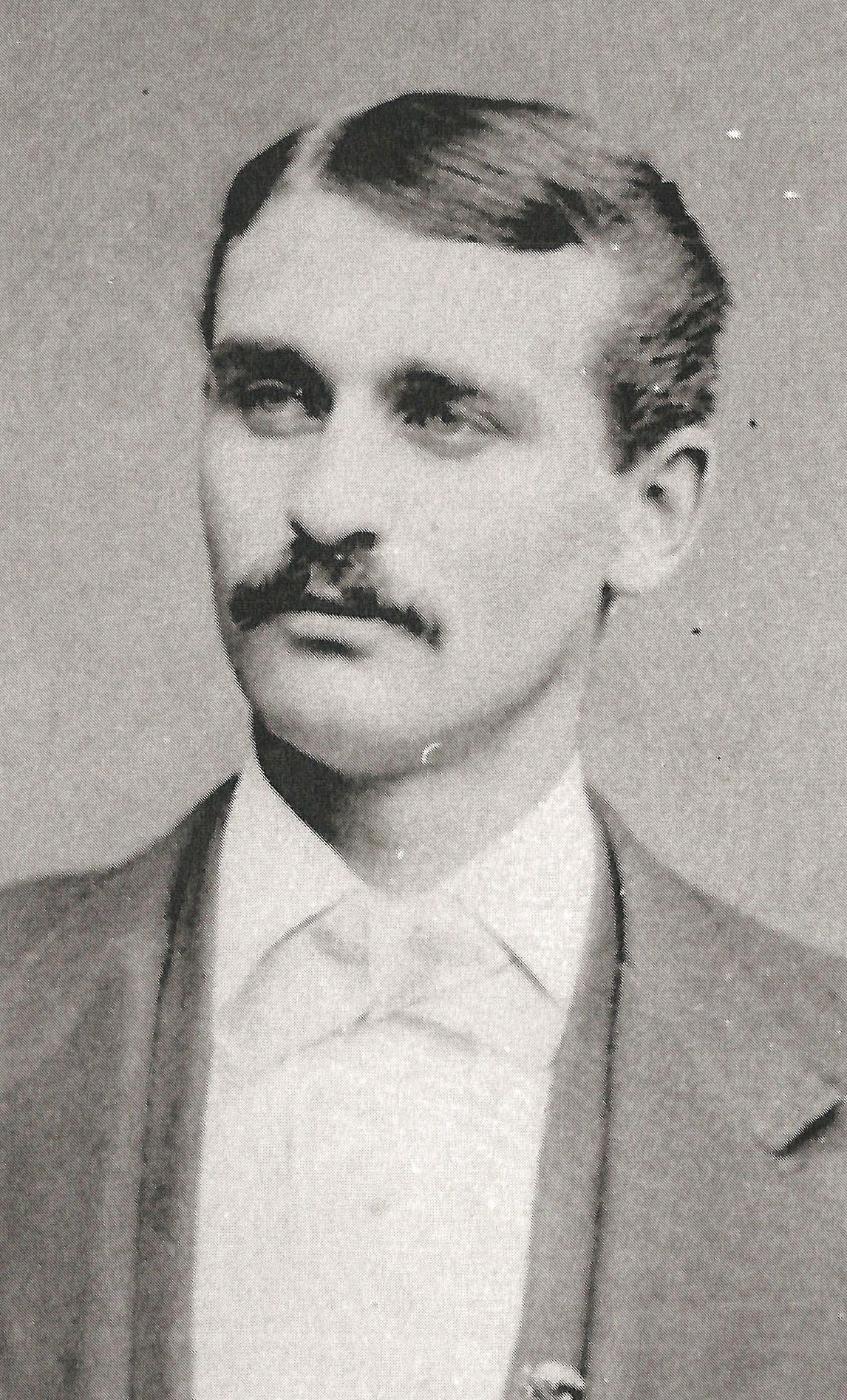
Ross Barnes.

Källa: 
| Kategori | Slagman      | Klubb | Värde |
| -------- | ------------ | ----- | ----- |
| AVG      | Ross Barnes  | CHI   | 0,429 |
| HR       | George Hall  | PHI   | 5     |
| RBI      | Deacon White | CHI   | 60    |
| R        | Ross Barnes  | CHI   | 126   |
| H        | Ross Barnes  | CHI   | 138   |
| OBP      | Ross Barnes  | CHI   | 0,462 |
| SLG      | Ross Barnes  | CHI   | 0,590 |

### Pitchers

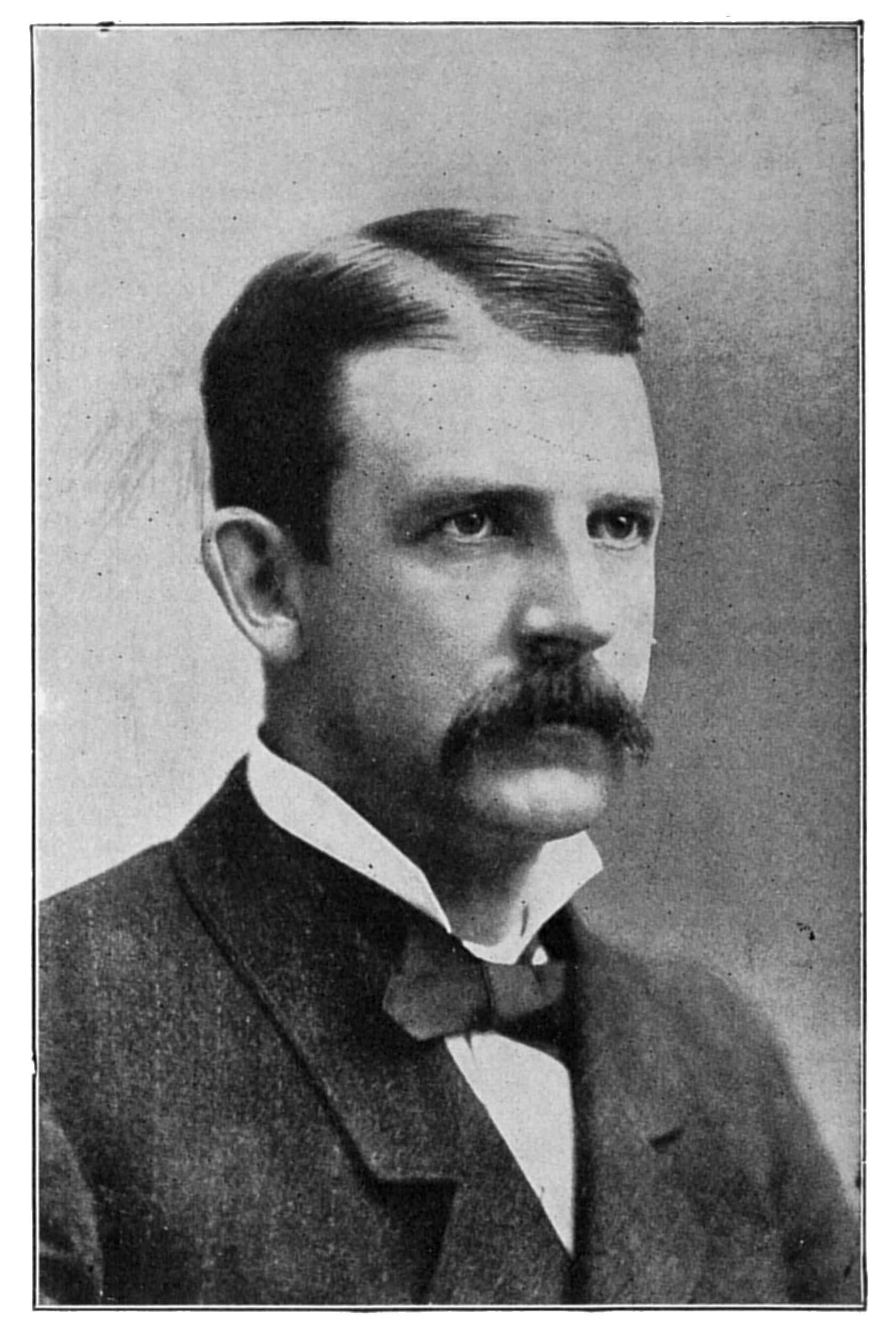
Albert Spalding.

Källa: 
| Kategori | Pitcher         | Klubb | Värde |
| -------- | --------------- | ----- | ----- |
| W        | Albert Spalding | CHI   | 47    |
| ERA      | George Bradley  | STL   | 1,23  |
| SO       | Jim Devlin      | LOU   | 122   |
| IP       | Jim Devlin      | LOU   | 622,0 |
| CG       | Jim Devlin      | LOU   | 66    |
| SHO      | George Bradley  | STL   | 16    |
| SV       | Jack Manning    | BOS   | 5     |
| WHIP     | George Bradley  | STL   | 0,89  |